# Псковское вече

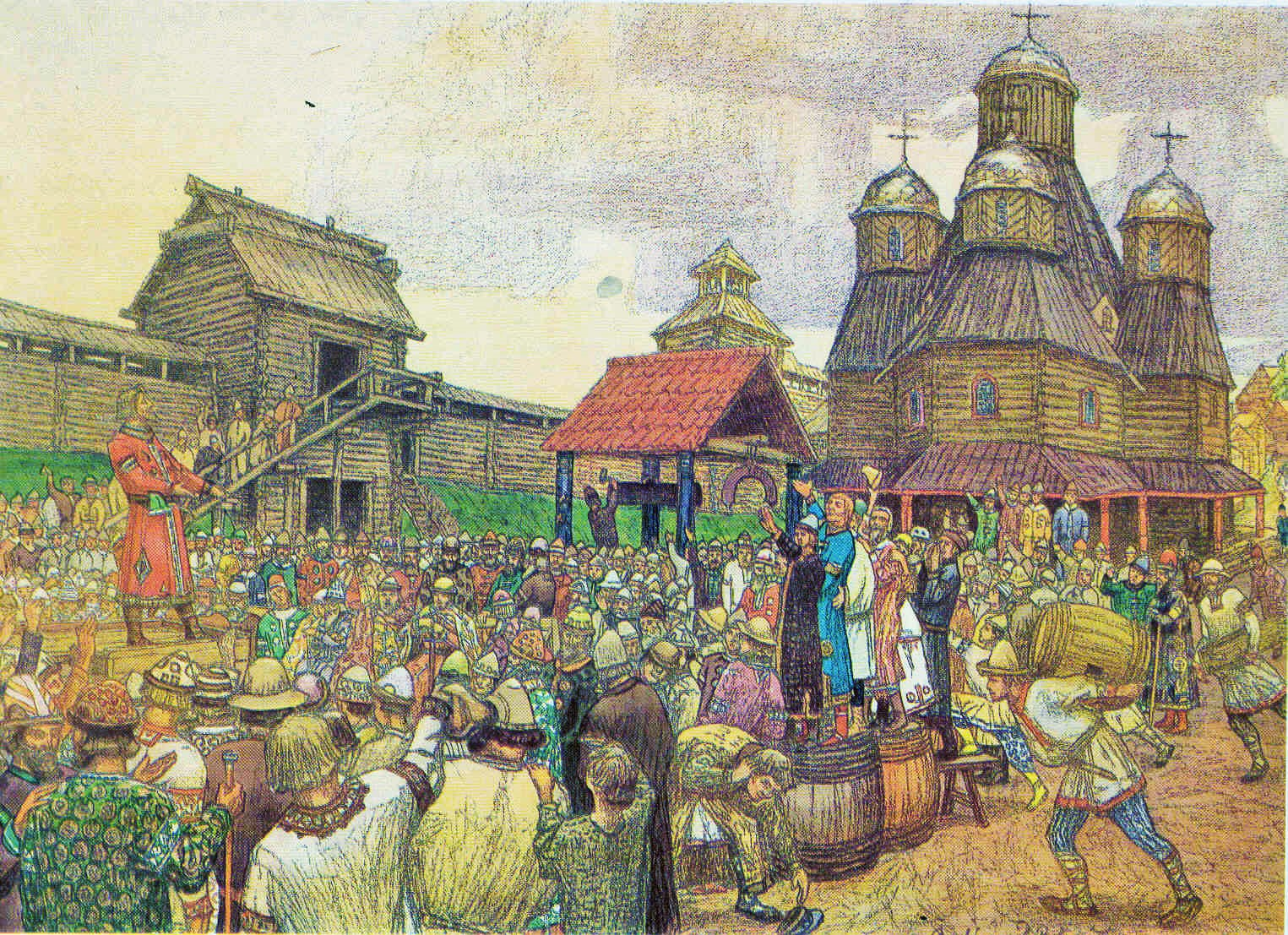
Васнецов А. М. Псковское вече. 1909 год

Пско́вское ве́че — высший законодательный и распорядительный орган Псковской республики, представлявший собой форму феодальной демократии. Его центром служил местный детинец, в котором находились как вечевой архив близ храма Святой Троицы, так и площадь, на которой осуществлялись собрания. Первые упоминания о нём относятся к 50-м годам XV века. Встречается в псковских летописях 66 раз. По мнению одного из крупнейших исследователей Пскова в период феодализма Н. Н. Масленниковой, властные полномочия на вече преимущественно осуществляли бояре и купеческие старосты.

## История
В результате выхода Псковской земли из состава Новгородской республики в XII—XIII веках местное вече развилось из органа местного самоуправления до высшего органа государственной власти. К тому времени остальные органы власти, до сих пор находившиеся в подчинении Новгорода, перешли под контроль псковского веча. Со временем оно занялось избранием должностных лиц, в число которых входили посадники, большие и малые воеводы и управители в пригородах, и приглашением князя.

Барс с печати Псковской республики. Использовался до 1510 года

Принятие решений, которые дьяк записывал в грамоты, скреплённые свинцовыми печатями с изображением барса и надписью «Печать государства Псковского», на вече происходило посредством крика. Попытки похищения или подмены грамот рассматривались в качестве преступлений. Так, в 1483 году местные посадники при содействии князя Ярослава заменили старую «смердью» грамоту новой. В ходе последующего веча горожане, разгневанные их поступком, убили посадника Гаврилу Кортачева, посадники же Степан Максимович и Леонтий Тимофеевич были объявлены вне закона.
Однако так было не всегда: в 1472 году вече санкционировало уничтожение «льняной грамоты».

## Функционирование
Вече созывалось князем, посадниками, советом бояр и даже восставшими. В нём принимали участие сами бояре, лица, представлявшие собой потомков родоплеменной знати, «чёрные люди», купцы и ремесленники.
Все важнейшие решения в республике реализовывались лишь с одобрения веча. Так, в 1467 году на нём была принята Псковская судная грамота. Также оно занималось регулированием отношений феодалов и смердов, изорников, купцов и мелких торговцев, ремесленников, духовенства и прихожан. Вече распоряжалось казной, из которой происходили выплаты князю, воеводам, архиепископу и епископам, мастеровым, организовывало сбор средств на военные нужды. Также рассматривались вопросы церковного характера, в число которых входили организация соборов, возведение культовых сооружений и передача в их собственность материальных средств и земель.
На вече происходило обсуждение противоречий, наблюдавшихся между боярами и поддерживавшими их посадниками и представителями народных масс, а также вопросов, имевших непосредственное отношение к князю.
Здесь же князь присягал на верность республике, складывал свои полномочия. В случае отъезда суд выявлял его доходы и выдавал ссуды на время отсутствия. Периодически вече принимало решение о выдворении князя за пределы республики. К тому же оно подвергало суду провинившихся должностных лиц. Так, пономаря храма Святой Троицы, осуществившего кражу 400 рублей из местной казны, высекли на вече, лишили свободы и впоследствии сожгли.
В круг обсуждавшихся тем входила и торговля. Так, в 1458 году были избиты посадники, снизившие зобницу.
Именно на вече решалась внешняя политика государства: объявление войны, назначение воевод, установление мира, принятие и организация посольских миссий.